# 林堡省 (比利时)
林堡省（荷蘭語：Limburg，荷蘭語發音：[ˈlɪmbʏrx] ⓘ，法語發音：[lɛ̃buʁ] ⓘ，德語發音：[ˈlɪmˌbʊʁk] ⓘ），比利時弗拉芒大區东部省份，省会哈瑟尔特，面積2422平方公里，人口880397（2021年）。该省通行荷蘭語，是弗拉芒社群的一部分；省内部分市镇属于语言便利市镇，为法语使用者提供语言便利。

## 行政區劃
林堡省下分三个区：哈瑟爾特區、馬塞克區和通厄倫區，共辖有42个市镇。

## 名人
- 金·克莱斯特尔斯（Kim Clijsters）
- 阿克塞勒·雷德（Axelle Red）
- 揚·范艾克（Jan van Eyck）